# Sebrasvampmal
Sebrasvampmal (Nemapogon nigralbellus) är en fjärilsart som först beskrevs av Philipp Christoph Zeller 1839.  Sebrasvampmal ingår i släktet Nemapogon, och familjen äkta malar. Enligt den finländska rödlistan är arten nära hotad i Finland. Arten är reproducerande i Sverige. Artens livsmiljö är naturlundskogar.